# Уоллес, Эмбер
Э́мбер Брук Уо́ллес (англ. Amber Brooke Wallace; род. 14 мая 1987 года, Атланта, Джорджия, США) — американская киноактриса, певица и композитор.

## Биография и личная жизнь
Эмбер Уоллес родилась 14 мая 1987 года в Атланте (штат Джорджия, США). Эмбер — старший ребёнок в семье, у неё есть две младших сестры и младший брат. Актриса посещала школу «North Gwinnett», но затем перешла на частную форму обучения через онлайн-школу «Laurel Springs». Является членом национального общества «Honor Society», училась в Государственном университете Джорджии, изучая английскую литературу и искусство письма.
Свободное время Эмбер проводит с семьёй и друзьями, заботясь о крошечном пуделе по кличке Чубакка, у которого всего три лапки.

## Карьера

### Карьера актрисы
В кино она начала сниматься с 6-ти лет. Свою первую и небольшую роль сыграла в 1994 году в мини-сериале «Война и страсть» в роли дочери персонажей Дайан Лейн и Дональда Сазерленда. Затем последовали роли в озвучивании, рекламных роликах и эпизодические появления в молодёжных сериалах — «Холм одного дерева» и «Дневники вампира».
Благодаря поддержке своего агента Джой Первис получила роль Лайлы, возлюбленной Навида Ширази и гитаристки группы «Thw Glorious Stainems», где пела Адрианна, в сериале «90210: Новое поколение». Вскоре переехала в Лос-Анджелес, где продолжает заниматься своей карьерой.

### Музыка
В 10 лет начала писать музыку и с помощью своего отца-звукорежиссёра записала 2 диска. Её музыка звучала в американских фильмах и ток-шоу. За свои песни девушка получила множество наград.
В 2001 году Уоллес в возрасте 14 лет образовала собственную группу Amber Brooke Band, выступавшую во многих городах Америки, включая Нью-Йорк и Лос-Анджелес. Её сольные композиции, а также песни в исполнении группы можно скачать на сайте iTunes. В данный момент работает в Лос-Анджелесе над проектом группы под названием «The Lemon Boys».

## Интересные факты
- Эмбер написала 4 песни для саундтрека телевизионного фильма «Initiation Of Sarah», в котором также сыграла одну из ролей[1].
- Мэтт Лантер (звезда сериала «90210: Новое поколение», где актриса сыграла Лайлу) и Эмбер жили в одном городе Сувани, штат Джорджия приблизительно в одно время, но учились в разных школах, поэтому не были знакомы[1].
- Рост актрисы — 1 метр 68 см[4].

## Фильмография
| Год       |   | Русское название        | Оригинальное название                     | Роль                              |
| --------- | - | ----------------------- | ----------------------------------------- | --------------------------------- |
| 2011      | ф | Дрянные девчонки 2      | Mean Girls 2                              | Вайолет                           |
| 2011      | ф | Свободные               | Footloose                                 | инструктор                        |
| 2009—2010 | с | Дневники вампира        | The Vampire Diaries                       | наркоманка, подруга Викки Донован |
| 2009      | ф | Знакомство с Марком     | The Marc Pease Experience                 | Илона                             |
| 2008      | с | 90210: Новое поколение  | 90210                                     | Лила                              |
| 2008      | с | IQ-145                  | IQ-145                                    | Джен                              |
| 2008      | ф | Один пропущенный звонок | One Missed Call                           | Студентка № 2                     |
| 2006      | ф | Посвящение Сары         | The Initiation of Sarah                   | Вита                              |
| 2005      | ф | Чёрный оазис            | Black Oasis                               | Эмили                             |
| 2004      | ф |                         | Pop Rocks                                 | Изабель                           |
| 2003      | с | Холм одного дерева      | One Tree Hill                             | Гленда Фаррелл                    |
| 2002      | ф | Беги, Ронни, беги       | Run Ronnie Run                            | 12-летняя Тэмми                   |
| 2001      | ф | Убийца рядом            | Good Neighbor                             | Юная Молли                        |
| 2001      | ф |                         | Saudade                                   | Юная Кэйси                        |
| 2001      | ф | Летние забавы           | Happy Campers                             | Уэнди                             |
| 1999      | ф | Проходящая слава        | Passing Glory                             | Сестра Мэлоун                     |
| 1999      | ф | Война и страсть         | Oldest Living Confederate Widow Tells All | ребёнок                           |